# سیارک ۱۱۴۸
سیارک ۱۱۴۸ (به انگلیسی: 1148 Rarahu، نامگذاری:1929NA) هزار و صد و چهل و هشتمین سیارک کشف شده‌است که در ۵ ژوئیه ۱۹۲۹ و در رصدخانه سایمیز کشف شد.
قدر مطلق سیارک برابر ۱۰٫۱۵ است.